# 시현 (1998년)
시현(본명: 김시현, 1998년 5월 6일 ~ )는 대한민국의 前 가수이다., 과거 대한민국의 아이돌 보이 그룹 위인더존의 서브보컬과 막내를 맡았었다., 그러나 2021년 2월 해당 그룹위인더존은 해체 되면서, 연예계를 떠나 일반인으로 돌아갔다.

## 학력
- 상남초등학교
- 창원상남중학교
- 창원남고등학교
- 동탄고등학교 (중퇴)

## 음반 목록
- 참여 싱글
  - 2017: PRODUCE 101 〈나야 나 (PICK ME)〉
  - 2017: Knock 〈열어줘〉

- 싱글
  - 2017: 고구마 X 100개 <김소희과 듀엣>

## 음반 외 활동 목록

### 텔레비전 프로그램
- 2017: 《프로듀스 101 시즌2》 - 참가자
- 2018: 《언더나인틴》